# مجتبی اکبری
مجتبی اکبری (زادهٔ ۲۰ خرداد ۱۳۶۳) ورزشکار جودوو جوجیتسو اهل ایران است. او در المپیک هنرهای رزمی ۲۰۱۳ در روسیه برندهٔ مدال طلا و در مسابقات قهرمانی جهان جوجیتسو ۲۰۱۱ در کالی، کلمبیا برندهٔ مدال نقره شده‌است.اکبری در مسابقات قهرمانی جهان جوجیتسو ۲۰۱۲ در وین اتریش و در مسابقات قهرمانی جهان جوجیتسو ۲۰۱۴ در پاریس، فرانسه نیز جایگاه سوم را کسب کرده‌است.
مجتبی اکبری به همراه سعید ملایی اولین لژیونرهای جودو ایران در بوندسلیگا آلمان و عضو تیم گلیزن کیرشن می‌باشند.